# Inter Asterisk Xchange
In telecomunicazioni e informatica IAX (acronimo per Inter Asterisk Xchange) è un protocollo di comunicazione utilizzato da Asterisk, un server PBX open source della Digium. Si usa per abilitare connessioni VoIP tra i server Asterisk e tra server e client che utilizzano lo stesso protocollo.
IAX ora è comunemente indicato come IAX2, la seconda versione del protocollo IAX. Il protocollo originale IAX è obsoleto  ed è disapprovato in funzione di IAX2.

## Descrizione
Il protocollo IAX2 fu creato da Mark Spencer per Asterisk per il segnale VoIP. Il protocollo crea delle sessioni interne e queste sessioni possono utilizzare qualunque codec per la trasmissione della voce. Il protocollo Inter-Asterisk Exchange essenzialmente fornisce il controllo e la trasmissione del flusso di dati su reti IP. IAX è estremamente flessibile e può essere utilizzato per ogni tipo di flussi di dati, compreso il video anche se è stato progettato soprattutto per il controllo delle chiamate vocali sulle reti IP. Il progetto del protocollo IAX fu basato su vari standard di controllo e trasmissione tra cui il Session Initiation Protocol (SIP, che è il più comune), Media Gateway Control Protocol (MGCP) e Real-time Transport Protocol (RTP).
Il principale obiettivo del protocollo IAX fu quello di minimizzare la larghezza di banda necessaria per la trasmissione dell'informazione prestando particolare attenzione al controllo, alle chiamate vocali individuali e al supporto nativo per l'utilizzo trasparente su reti con NAT. La struttura di base del protocollo IAX permette di miscelare i segnali e più flussi di dati su un singolo flusso UDP tra due computer. Lo IAX è un protocollo binario ed è organizzato in modo da minimizzare l'overhead in particolare riguardo ai flussi vocali.

### Caratteristiche
IAX2 è un protocollo robusto e completo rimanendo al contempo semplice. È indipendente dal codec e dal numero di flussi quindi può essere usato in teoria per il trasporto di qualunque tipo di dato (questa caratteristica diventerà utile quando il videotelefono diventerà comune).
Utilizza un singolo flusso dati UDP (di solito sulla porta 4569) per comunicare tra i due sistemi sia per il controllo che per i dati. Il traffico voce è trasmesso in banda rendendo più semplice per l'IAX2 l'attraversamento di un  firewall e più probabile che lavori dietro una rete con NAT (il protocollo SIP invece utilizza un flusso fuori banda RTP per il trasporto delle informazioni).
Supporta il trunking per trasportare su un singolo collegamento dati e segnali per più canali. Quando è attivo il trunking più chiamate sono unite in un singolo insieme di pacchetti quindi un singolo datagramma IP può trasportare informazioni relative a più chiamate riducendo l'effettivo overhead senza creare ritardi addizionali. Questo è un vantaggio notevole per gli utilizzatori del VoIP dove le intestazioni IP occupano una grossa percentuale della larghezza di banda.

#### Utilizzo della banda
Il protocollo IAX permette di sfruttare efficacemente la banda disponibile per trasmettere il massimo numero di canali possibile.
Si può utilizzare IAX in una di due configurazioni: trunk, no-trunk. Nella prima si ottimizza la segnalazione trasmettendo in un singolo pacchetto IP/UDP i campioni relativi a più canali voce, mentre nella seconda i canali voce utilizzano pacchetti IP differenti.
Se prendiamo come esempio una trasmissione con codec G.729, che ha periodo di campionamento di 20ms, ovvero che trasmette il flusso vocale in gruppi di 2 campioni di 10ms ciascuno, abbiamo che in un singolo pacchetto IP/UDP, con un header IAX di 8 byte, e 2 byte aggiuntivi per singolo canale voce, possiamo trasmettere decine di canali, con un limite non vincolante dato dall'MTU di rete, con solo 2byte aggiuntivi per ogni canale a partire dal secondo.
In modalità non trunk ogni singolo canale voce richiede 4byte di header IAX, e per ogni 20ms di campioni. Considerando quindi una lunghezza fissa dell'header IP/UDP di 28bytes, ogni pacchetto trasmesso ha dimensione 28+4+20=52 bytes, un risparmio rispetto l'uso di RTP, che implica 12byte di overhead per pacchetto, ma sicuramente un overhead eccessivo rispetto IAX in modalità trunk.
Bisogna infine considerare l'overhead di livello 2 che dipende dal protocollo di trasmissione utilizzato (Ethernet, XDSL, etc.).